# Motxilla ecològica
La motxilla ecològica, a vegades referida com a intensitat material, és un terme en ecologia que fa referència a la suma de materials (normalment mesurats com a massa en kg) extrets de la natura per tal de fer possible la creació d'un producte o d'un servei, exceptuant aquells del producte o del servei finals.
El terme va ser introduït per primera vegada durant els anys 90 pel químic i ecologista Friedrich Schmidt-Bleek, llavors director d'una divisió a l'Institut de Wuppertal pel clima, el medi ambient i l'energia.
Segons el mateix autor del terme, la majoria de productes industrials arrosseguen una motxilla de fins a 30 vegades el seu propi pes, i en el cas de les tecnologies digitals, com ara els telèfons intel·ligents, aquest factor pot arribar a ser fins a 600 vegades.
Un terme derivat, també pel mateix creador, és MIPS (Material Intensity Per unit of Service, Intensitat Material Per unitat de Servei), que fa referència també al cicle de vida del producte. Això inclouria l'energia consumida pel producte al llarg de la seva vida, juntament amb el transport material associat i a les seves les necessitats energètiques. Com menor sigui un valor de MIPS major seria l'eficiència ecològica.

## Càlcul
{\displaystyle MI=\sum (Mi*Ri)}
La motxilla ecològica o intensitat material (MI) es calcularia com la suma en massa dels diferents materials (Mi) implicats en els processos ponderats per un factor Ri.